# Gare de Rochefort-Jemelle
Pour les articles homonymes, voir Gare de Rochefort.
La gare de Rochefort-Jemelle (anciennement Jemelle) est une gare ferroviaire belge de la ligne 162, de Namur à Sterpenich (frontière du Luxembourg), située au village de Jemelle sur le territoire de la commune de Rochefort, dans la province de Namur en Région wallonne.
Elle est mise en service en 1858 par la Grande compagnie du Luxembourg.
C'est une gare de la Société nationale des chemins de fer belges (SNCB), desservie par des trains InterCity, Omnibus (L) et d’Heure de pointe (P).
Appelée gare de Jemelle depuis sa création, elle change de nom le 11 juin 2017, devenant Rochefort-Jemelle, afin de promouvoir le tourisme local de la ville de Rochefort, dont la gare est fermée depuis 1959.

## Situation ferroviaire
Établie à 210 mètres d'altitude, la gare de Rochefort-Jemelle est située au point kilométrique (PK) 57,60 de la ligne 162, de Namur à Sterpenich (frontière du Luxembourg), entre les gares de Marloie et Forrières. Elle est également la gare de jonction de la ligne 150 de Tamines à Jemelle, aujourd'hui fermée en très grande partie. Seul y subsiste la section de Tamines à Aisemont (desserte de la carrière) ainsi que la section Houyet - Dinant, réintégrée à la  ligne 166, de Dinant à Bertrix.

## Histoire
La ligne de Namur à la frontière du Luxembourg, de la Grande compagnie du Luxembourg (GCL), est mise en service par section en 1858. La compagnie ouvre au trafic la section de Ciney à Grupont, qui passe à Jemelle, le 15 mai 1858. C’est en 1860 que la compagnie fait édifier un bâtiment voyageurs. En 1863 la station de Jemelle est la 7e station de la ligne depuis Namur situé à 57 km, le village compte 366 habitants.

### La gare de 1858
Pour la construction de ses gares, la Grande Compagnie du Luxembourg réalisa plusieurs modèles standards et choisit un modèle de bâtiment à deux étages de style néo-Renaissance italienne de deux niveaux sous toiture à croupes comportant entre trois et sept travées qui fut édifié à Assesse, Natoye, Ciney, Jemelle, Marbehan et Habay. Seules les bâtiments construits à Natoye (fortement transformée par les Chemins de fer de l’État Belge) et Habay existent encore.
Les portes et fenêtres étaient surmontées d'arcs en plein cintre du modèle florentin et toutes les fenêtres étaient géminées et séparées par des colonnettes.
La gare d’origine comptait sept travées. Un second bâtiment plus haut est venu se greffer à ce premier bâtiment à une date inconnue, probablement après la reprise par les Chemins de fer de l’État Belge en 1873. Il abritait, entre autres, le bureau des postes et celui du télégraphe.

### La ligne de l'Ourthe
Dès la fin de la construction sa « ligne du Luxembourg » la compagnie entreprend la construction de la « ligne de l'Ourthe » qui débute avant la gare de Marloie. Elle met en service le premier tronçon de Marloie à Melreux en 1865, l'ensemble de la ligne est ouvert à l'exploitation l'année suivante, le 1er août 1866. Bien que débutant à Marloie, c'est Jemelle qui devient la gare tête de ligne, ce qui a pour conséquence le remplacement des ateliers provisoires en bois par des bâtiments « en dur ».

### La gare provisoire
Dès le début des années 1900, il est prévu d'élargir les emprises de la gare, de remanier l'emplacement du dépôt et des ateliers de réparation, mais aussi de réaliser de nouvelles voies à quai. Les travaux commencent vers 1906.
En 1910, comme de nombreuses gares anciennes héritées des compagnies privées et devenues trop exiguës, les bâtiments de gare de Jemelle sont démolis et remplacés par un nouveau bâtiment dont l’allure austère et minimaliste contraste avec les gares imposantes et élaborées érigées notamment à Ciney et Libramont. Il est construit en 1910.
La raison est que ce bâtiment, doté d'une façade de pierre de taille, devait à l’origine être une gare provisoire qui accueillerait les voyageurs le temps qu'une grande gare soit érigée à côté puis servirait d'annexe - bâtiment à usages divers (BUD) - à cette gare future et ne serait plus utilisée que par le personnel.
Cette gare était installée dans un bâtiment allongé d'un seul étage sous toit à croupes, construit en pierre de pays et qui comptait 14 travées. Il possède une certaine ressemblance avec le bâtiment à usages divers de la gare de Schaerbeek.
Il est probable que la survenue de la Première Guerre mondiale, suivie par la reconstruction des gares et lignes détruites et par la crise économique ne permit pas d'accorder les moyens nécessaires à terminer la nouvelle gare de Jemelle. Conséquence, le bâtiment provisoire sera utilisé comme gare durant plusieurs décennies.
Au début de la Deuxième Guerre mondiale, le 10 mai 1940, la gare est bombardée et détruite par l'armée allemande. Devenus occupants, les Allemands remettent la gare en service en un mois, elle est opérationnelle en juillet 1940.

### La gare de 1951

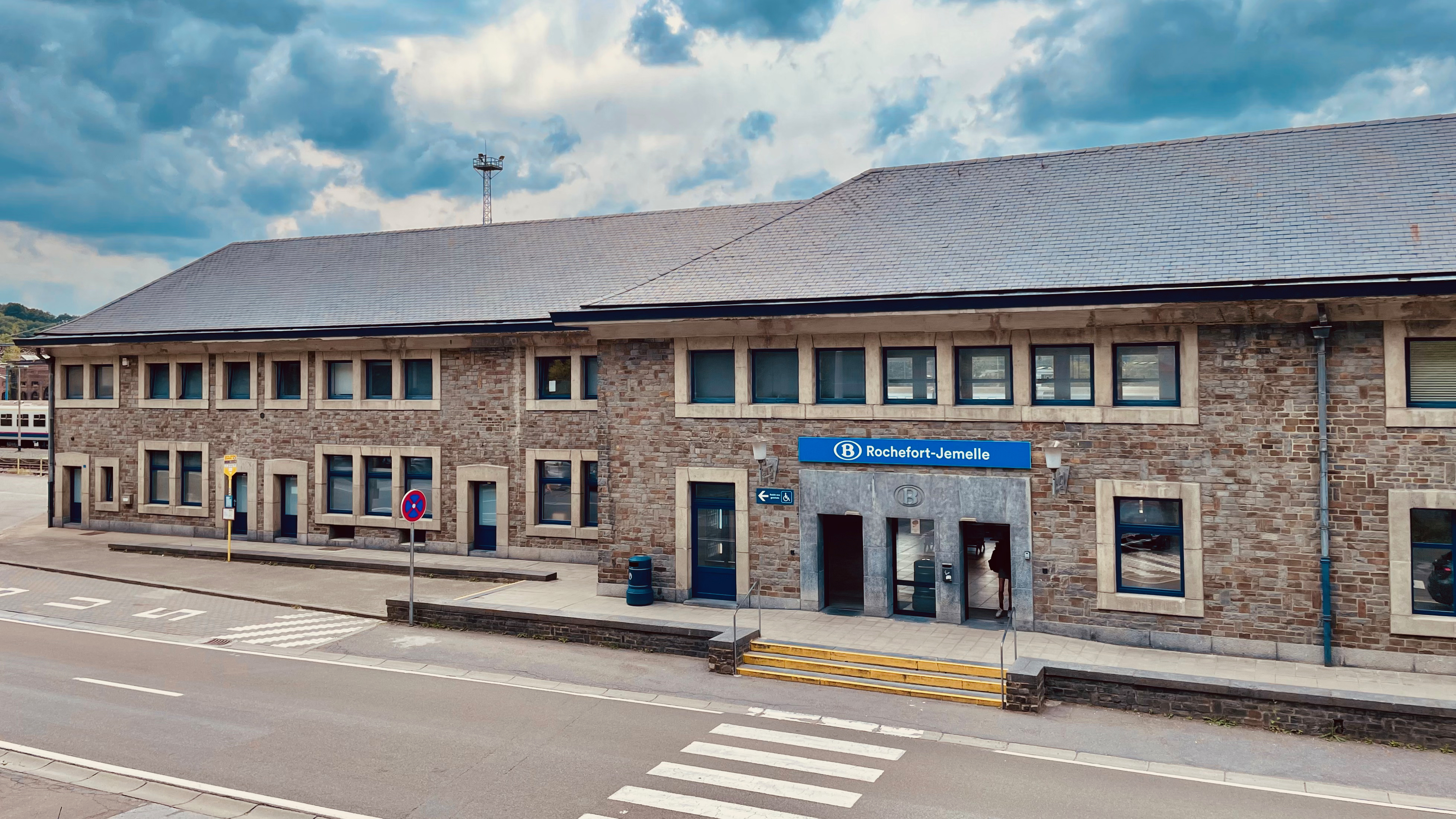
Bâtiment de la gare en 2022.

La gare provisoire reconstruite pendant la guerre fut remplacée, après la libération, par un nouvel édifice en bonne et due forme construit par l'architecte Krier.
La nouvelle gare, de grandes dimensions, compte deux niveaux et une toiture en pente. Elle est construite en pierre de pays et est munie de fenêtres de dimensions moyennes à l'encadrement massif.

### Le dépôt de Jemelle
Un dépôt de locomotives se trouvait à Jemelle. Il jouait à la fois le rôle de dépôt intermédiaire sur la ligne du Luxembourg et permettait la desserte de la ligne de l'Ourthe et de la ligne 150 vers Houyet et Dinant ainsi que certains services vers Bertrix et Virton via Libramont.
En 1906, il dispose d'une capacité théorique de 28 locomotives et accueille des locomotives des types 6 et 16, 15, 25, 29, 32 et 51. On y verra par la suite de puissantes machines des types 10, à partir de 1927, ainsi que des locomotives type 8 circulant vers Houyet ou Liège. L'affectation des type 10 à Jemelle prend fin en 1956, année ou la ligne du Luxembourg est électrifiée, tandis qu'une vingtaine de type 29 restera dans ce dépôt jusque 1965 pour assurer des trains omnibus vers Virton et sur la ligne 43.
Quelques locomotives Type 212 (série 62) furent affectées à Jemelle de 1964 à 1965 avant d'être remplacées par une petite dizaine de locomotives Type 201 (série 55) qui resteront utilisées jusque 1984. Le dépôt fut désaffecté par la SNCB en 1993 et fut récupéré pour les essais du GLT (Guided Light Transit) de la Brugeoise et Nivelles menés durant les années 1990 sur l'ancienne ligne 150 et la route Rochefort - Han-sur-Lesse. Depuis, il est à l'abandon et plusieurs annexes ont été démolies ou réhabilités.

## Service voyageurs

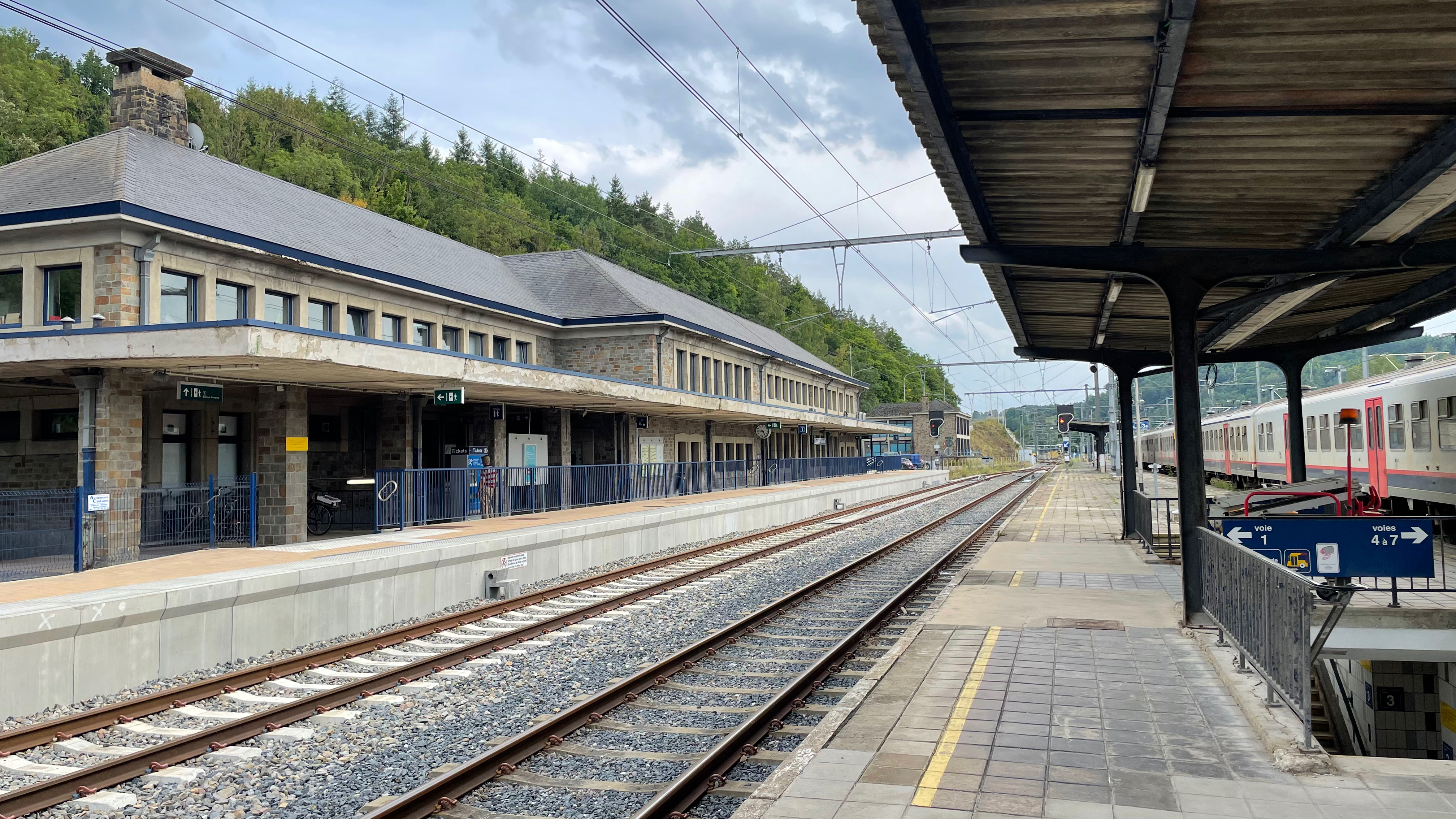
Quais de la gare en 2022.

### Accueil
Gare de la SNCB, elle dispose d'un bâtiment voyageurs avec guichets ouverts tous les jours. Elle offre divers services, notamment une consigne et un buffet. Le passage en sécurité d'un quai à l'autre se fait en empruntant un passage souterrain lumineux, avec des escaliers munis de goulottes.

### Dessertes
Rochefort-Jemelle est desservie en semaine tout comme durant les weekends par les trains InterCity (IC), locaux (L) et d’heure de pointe (P).
Les InterCity (IC-16) effectuent la desserte Bruxelles-Midi - Arlon - Luxembourg à raison d'un train par heure.
Elle est desservie également par les trains locaux (trains L) Ciney - Rochefort-Jemelle et Marloie - Libramont à raison d'un train toutes les deux heures.
Le matin et en soirée, des trains L à destination de Liers ont leur terminus à Rochefort-Jemelle, contre Marloie durant le reste de la journée.
En semaine, il existe plusieurs trains d’heure de pointe (P) assurant des liaisons tant locales que longues distances :
- Rochefort-Jemelle - Bruxelles-Midi ;
- Rochefort-Jemelle - Liège-Saint-Lambert ;
- Arlon / Rochefort-Jemelle - Namur ;
- Rochefort-Jemelle - Ciney ;
- Libramont - Ciney.

Avec le nouvel horaire de décembre 2017, un train P reliant Arlon à Liège-Saint-Lambert et un second reliant Arlon à Bruxelles-Midi les dimanches soir ont été rajoutés afin de mettre à disposition des trains supplémentaires durant les week-ends pour les étudiants résidant en province. Il est complété en 2023 par un train P Louvain-la-Neuve - Rochefort-Jemelle circulant le vendredi.

### Intermodalité
Des emplacements pour les vélos et des parkings pour les véhicules gratuits ou payants, sont disponibles dans son environnement immédiat. Le site est desservi par des bus.

## Comptage voyageurs
Ce graphique et tableau montre le nombre de voyageurs embarquant en moyenne durant la semaine, le samedi et le dimanche.
| Nombre de passagers qui embarquent à la gare de Rochefort-Jemelle | Nombre de passagers qui embarquent à la gare de Rochefort-Jemelle | Nombre de passagers qui embarquent à la gare de Rochefort-Jemelle | Nombre de passagers qui embarquent à la gare de Rochefort-Jemelle |
|                                                                   | Semaine                                                           | Samedi                                                            | Dimanche                                                          |
| ----------------------------------------------------------------- | ----------------------------------------------------------------- | ----------------------------------------------------------------- | ----------------------------------------------------------------- |
| 1977                                                              | 1 969                                                             | 959                                                               | 1 357                                                             |
| 1978                                                              | 1 779                                                             | 814                                                               | 900                                                               |
| 1979                                                              | 1 787                                                             | 666                                                               | 1 234                                                             |
| 1980                                                              | 1 723                                                             | 809                                                               | 1 028                                                             |
| 1981                                                              | 1 491                                                             | 579                                                               | 741                                                               |
| 1982                                                              | 1 900                                                             | 607                                                               | 1 112                                                             |
| 1983                                                              | 1 506                                                             | 541                                                               | 618                                                               |
| 1984                                                              | 1 552                                                             | 596                                                               | 776                                                               |
| 1985                                                              | 1 529                                                             | 457                                                               | 775                                                               |
| 1986                                                              | 1 229                                                             | 458                                                               | 642                                                               |
| 1987                                                              | 1 464                                                             | 478                                                               | 832                                                               |
| 1988                                                              | 1 393                                                             | 455                                                               | 707                                                               |
| 1989                                                              | 1 406                                                             | 645                                                               | 650                                                               |
| 1990                                                              | 1 130                                                             | 486                                                               | 583                                                               |
| 1991                                                              | 1 350                                                             | 446                                                               | 762                                                               |
| 1992                                                              | 1 178                                                             | 484                                                               | 784                                                               |
| 1993                                                              | 1 195                                                             | 379                                                               | 676                                                               |
| 1994                                                              | 1 299                                                             | 395                                                               | 642                                                               |
| 1995                                                              | 1 279                                                             | 444                                                               | 660                                                               |
| 1996                                                              | 1 250                                                             | 419                                                               | 541                                                               |
| 1997                                                              | 1 342                                                             | 448                                                               | 882                                                               |
| 1998                                                              | 1 316                                                             | 410                                                               | 964                                                               |
| 1999                                                              | 954                                                               | 307                                                               | 654                                                               |
| 2000                                                              | 1 013                                                             | 370                                                               | 761                                                               |
| 2001                                                              | 988                                                               | 414                                                               | 629                                                               |
| 2002                                                              | 980                                                               | 382                                                               | 594                                                               |
| 2003                                                              | 862                                                               | 363                                                               | 492                                                               |
| 2004                                                              | 902                                                               | 333                                                               | 716                                                               |
| 2005                                                              | 1 027                                                             | 355                                                               | 585                                                               |
| 2006                                                              | 963                                                               | 401                                                               | 662                                                               |
| 2007                                                              | 936                                                               | 437                                                               | 678                                                               |
| 2008                                                              | -                                                                 | -                                                                 | -                                                                 |
| 2009                                                              | 921                                                               | 346                                                               | 505                                                               |
| 2010                                                              | -                                                                 | -                                                                 | -                                                                 |
| 2011                                                              | -                                                                 | -                                                                 | -                                                                 |
| 2012                                                              | 906                                                               | 299                                                               | 448                                                               |
| 2013                                                              | 765                                                               | 397                                                               | 480                                                               |
| 2014                                                              | 883                                                               | 285                                                               | 503                                                               |
| 2015                                                              | 769                                                               | 281                                                               | 438                                                               |
| 2016                                                              | 689                                                               | 291                                                               | 369                                                               |
| 2017                                                              | 704                                                               | 317                                                               | 338                                                               |
| 2018                                                              | 651                                                               | 366                                                               | 490                                                               |
| 2019                                                              | 647                                                               | 277                                                               | 402                                                               |
| 2020                                                              | 444                                                               | 448                                                               | 443                                                               |
| 2021                                                              | -                                                                 | -                                                                 | -                                                                 |
| 2022                                                              | 664                                                               | 359                                                               | 582                                                               |
| 2023                                                              | 729                                                               | 419                                                               | 595                                                               |
| 2024                                                              | 698                                                               | 510                                                               | 684                                                               |